# Néstor García
Néstor Rafael "Che" García (Bahía Blanca, 11 de janeiro de 1965) é um treinador de basquetebol argentino. Atualmente trabalha na República Dominicana, onde é o treinador principal da Seleção Dominicana. Uma das maiores conquistas de sua carreira foi levar a Seleção Venezuelana de Basquetebol Masculino à vitória da Copa América 2015, tendo vencido o Canadá na semifinal por apenas um ponto na Cidade do México, levando o time venezuelano às Olimpíadas de 2016, após 24 anos. Além disso, levou os Guaros de Lara a serem campeões da Liga das Américas em 2016.

## Trajetória
- Estudiantes de Bahía Blanca -  Argentina: (1990 - 1992)
- Peñarol de Mar del Plata -  Argentina: (1992 - 1997)
- Boca Juniors -  Argentina: (1997 - 1999)
- Cangrejeros de Santurce -  Porto Rico: (2000)
- Boca Juniors -  Argentina:(2000 - 2001)
- Guaiqueríes de Margarita -  Venezuela: (2001)
- Libertad de Sunchales -  Argentina: (2001)
- Marinos de Anzoátegui -  Venezuela: (2002)
- Libertad de Sunchales -  Argentina: (2003 - 2004)
- Seleção Uruguaia de Basquetebol-  Uruguai: (2003)
- Al Ahli Sport Club -  Catar:  (2004)
- Argentino de Junín -  Argentina: (2004 - 2005)
- Trotamundos Carabobo -  Venezuela: (2006)
- Panteras de Miranda -  Venezuela: (2006 - 2007)
- Guaros de Lara -  Venezuela: (2007)
- Marinos de Anzoátegui -  Venezuela: (2008)
- Club Biguá de Villa Biarritz -  Uruguai: (2008 - 2009)
- Gaiteros del Zulia -  Venezuela: (2009)
- Halcones de Xalapa -  México: (2009 - 2010)
- Minas Tênis Clube -  Brasil: (2010 - 2011)
- Marinos de Anzoátegui -  Venezuela: (2011)
- Atenas de Córdoba -  Argentina: (2011 - 2012)
- Boca Juniors -  Argentina: (2012 - 2013)
- Seleção de Basquetebol da Venezuela -  Venezuela: (2013 - 2017)
- Guaros de Lara -  Venezuela: (2014 - 2017)
- Baloncesto Fuenlabrada -  Espanha (2017-2018)
- Seleção de Basquetebol da República Dominicana -  República Dominicana: (2019 - presente)

## Títulos

#### Peñarol de Mar del Plata
- Liga Nacional de Básquet (1994)

#### Trotamundos de Carabobo
- Liga Profesional de Baloncesto de Venezuela (2006)

#### Club Biguá de Villa Biarritz
- Campeonato Uruguaio de Basquete (2008-09)
- Sul-americano de Clubes Campeões (2008)

#### Marinos de Anzoátegui
- Liga Profesional de Baloncesto de Venezuela (2011)

#### Argentina
- Sul-Americano (2012)

#### Venezuela
- Sul-Americano (2014, 2016)
- Copa América (2015)